# Being for the Benefit of Mr. Kite!
Being for the Benefit of Mr. Kite! (englisch für: Zugunsten von Mr. Kite!) ist ein Lied der Beatles, das 1967 als siebter Titel auf der LP Sgt. Pepper’s Lonely Hearts Club Band veröffentlicht wurde. Es schließt die erste Seite der LP ab. Als Copyright-Inhaber sind Lennon/McCartney angegeben.

## Hintergrund
Während der Dreharbeiten zum Werbefilm von Strawberry Fields Forever am 31. Januar 1967 in Sevenoaks (Kent) entdeckte John Lennon in einem Antiquitätenladen ein altes Plakat für Pablo Fanques Circus Royal und kaufte es. Aus dessen Text entwickelte er das Lied.
Lennon schwebte eine echte Kirmesstimmung vor. Im Archiv der Abbey Road Studios fanden sich Tonbänder mit Ausschnitten von Märschen, gespielt von Dampf- und Jahrmarktsorgeln. Kopien dieser Bänder wurden von Toningenieur Geoff Emerick in kleine Schnipsel zerschnitten und willkürlich wieder zusammengeklebt. Heraus kam dabei eine chaotische Klangcollage, die Lennon gefiel. Teile dieses Bandes wurden unter das Ende des Liedes gemischt und lassen es ausklingen.
Bei Being for the Benefit of Mr.Kite! wollte Lennon, „dass man das Sägemehl förmlich riechen könne“. Solche Äußerungen waren typisch für ihn. An Produzent George Martin und Toningenieur Geoff Emerick lag es dann, diese Wünsche umzusetzen. Emerick war immer sehr bemüht, die Aufnahmen nach den Vorstellungen der Beatles zu realisieren.
Dennoch war Lennon mit dem Endprodukt nicht ganz zufrieden, weil er das Lied für kein Ergebnis echter Arbeit hielt, was er 1967 gegenüber dem Beatles-Biografen Hunter Davies äußerte. Im Laufe der Zeit revidierte er sein Urteil und in einem Interview für das Magazin Playboy aus dem Jahr 1980 bezeichnete er das Lied als “cosmically beautiful […] The song is pure, like a painting, a pure watercolour”.

## Aufnahme
Die Komposition von John Lennon wurde am 17. und 20. Februar und vom 28. bis zum 30. März 1967 in den Abbey Road Studios (Studio 2) mit dem Produzenten George Martin aufgenommen. Geoff Emerick war der Toningenieur der Aufnahmen.
Es wurde eine Monoabmischung am 31. März 1967 und eine Stereoabmischung am 7. April hergestellt. Bei der Monoversion sind die Orgelklänge lauter ausgesteuert im Vergleich zur gängigen Stereoversion.
Besetzung:
- John Lennon: Hammondorgel, Gesang
- Paul McCartney: Bass, Akustische Gitarre, Leadgitarre
- George Harrison: Mundharmonika
- Ringo Starr: Schlagzeug, Glockenrassel, Mundharmonika
- Mal Evans, Neil Aspinall: Mundharmonika
- George Martin: Harmonium, Orgel, Klavier, Tape-Loops

## Der Text des Plakates

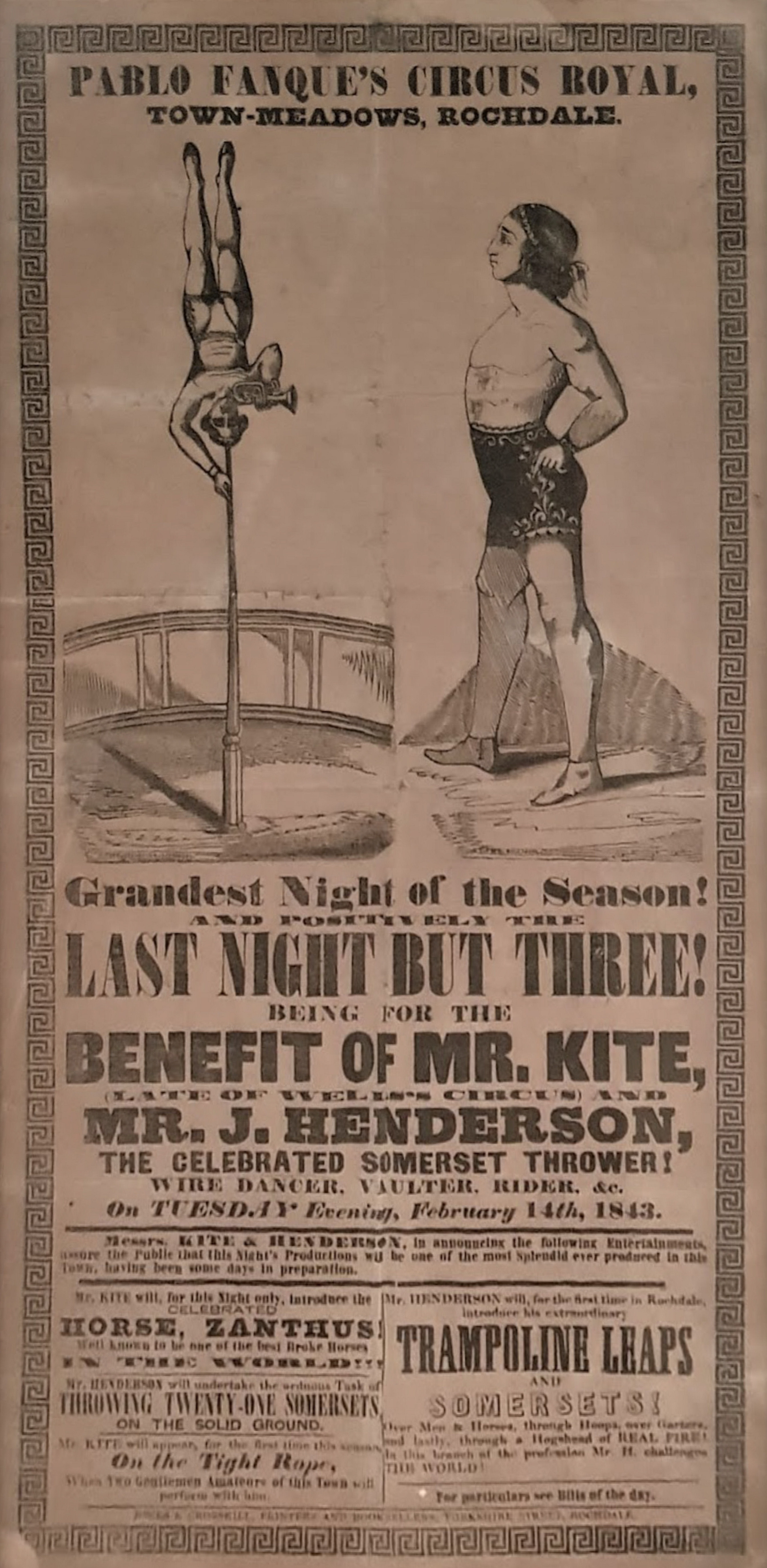
Plakat für Pablo Fanques Zirkus, das John Lennon inspirierte; es handelt sich um das Originalplakat aus Lennons Besitz.

| PABLO FANQUE’S CIRCUS ROYAL, TOWN-MEADOWS, ROCHDALE. Grandest Night of the Season! AND POSITIVELY THE LAST NIGHT BUT THREE! BEING FOR THE BENEFIT OF MR. KITE, (LATE OF WELL’S CIRCUS) AND MR. J. HENDERSON, THE CELEBRATED SOMERSET-THROWER! WIRE DANCER. VAULTER. RIDER. etc. On TUESDAY Evening, February 14th, 1843 Mssrs. KITE & HENDERSON, in announcing the following Entertainments ensure the Public that this Night’s Production will be one of the most splendid ever produced in this Town, having been some days in preparation. Mr. Kite will, for this night only, introduce the celebrated HORSE ZANTHUS! Well known to be one of the best Broke horses IN THE WORLD!!! Mr. HENDERSON will undertake the arduous Task of THROWING TWENTY-ONE SOMERSETS, on the solid ground. Mr. KITE will appear, for the first time this season, On The Tight Rope, When Two Gentlemen Amateurs of this Town will perform with him. Mr. HENDERSON will, for the first time in Rochdale, introduce his extraordinary TRAMPOLINE LEAPS and SOMERSETS! Over Men & Horses, through Hoops, over Garters and lastly through a Hogshead of REAL FIRE! In this branch of the profession Mr. H challenges THE WORLD! |

## Veröffentlichung
- Am 30. Mai 1967 erschien in Deutschland das 12. Beatles-Album Sgt. Pepper’s Lonely Hearts Club Band, auf dem Being for the Benefit of Mr. Kite! enthalten ist. In Großbritannien wurde das Album am 26. Mai veröffentlicht, dort war es das neunte Beatles-Album. In den USA erschien das Album sechs Tage später, am 1. Juni, dort war es das 14. Album der Beatles.
- Am 13. März 1996 wurde auf dem Kompilationsalbum Anthology 2 veröffentlicht, auf dem sich zwei Aufnahmeversuche, die abgebrochen wurden (Take 1 and 2) befinden, sowie Aufnahme-Take 7 mit deutlich weniger Overdubs.
- Am 26. Mai 2017 erschien die 50-jährige Jubiläumsausgabe des von Giles Martin und Sam Okell neuabgemischten Albums Sgt. Pepper’s Lonely Hearts Club Band (Super Deluxe Box), auf dieser befinden sich, neben der Monoversion, die bisher unveröffentlichte Version (Speech From Before Take 1; Take 4 And Speech At End) und (Take 7) von Being for the Benefit of Mr. Kite!.